# Бармашурское (сельское поселение)

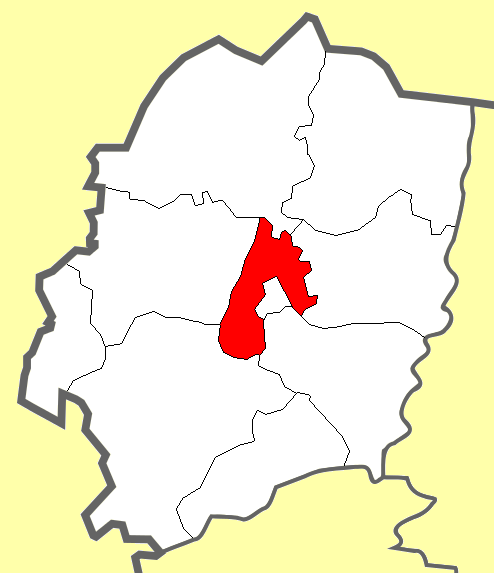
Поселение на карте района

Бармашурское — упразднённое муниципальное образование со статусом сельского поселения в составе Ярского района Удмуртии.
Административный центр — деревня Бармашур.
Законом Удмуртской Республики от 11.05.2021 № 42-РЗ к 25 мая 2021 года упразднено в связи с преобразованием муниципального района в муниципальный округ.

## География
Общая площадь земель сельского поселения составляет 6190 га.

## Население
| 2010 | 2012 | 2013 | 2014 | 2015 | 2016 | 2017 |
| ---- | ---- | ---- | ---- | ---- | ---- | ---- |
| 913  | ↘865 | ↘797 | ↗810 | ↘787 | ↘769 | ↘737 |
| 2018 | 2019 | 2020 |      |      |      |      |
| ↘713 | ↘676 | ↘651 |      |      |      |      |

## Состав сельского поселения
| № | Населённый пункт | Тип населённого пункта          | Население |
| - | ---------------- | ------------------------------- | --------- |
| 1 | Бармашур         | деревня, административный центр | ↘484      |
| 2 | Дома 1124 км     | населённый пункт                | ↗8        |
| 3 | Кычино           | деревня                         | ↗131      |
| 4 | Яр               | деревня                         | ↘91       |
| 5 | Ярский Льнозавод | посёлок                         | ↘151      |